# Пол Милгръм
Пол Робърт Милгръм (на английски: Paul Robert Milgrom) е американски икономист.

## Биография
Роден е на 20 април 1948 година в Детройт в еврейско семейство. През 1970 година завършва математика в Мичиганския университет, след което работи известно време като актюер. Получава магистърска степен по статистика (1978) и докторска степен по бизнес управление (1979) от Станфордския университет. Преподава в Северозападния (1979 – 1982), Йейлския (1982 – 1987) и Станфордския университет (от 1987). Става известен като един от водещите специалисти в теорията на игрите, по-специално в теорията на търговете.
През 2020 година получава, заедно с Робърт Уилсън, Нобелова награда за икономика „за подобрения в теорията на търговете и създаване на нови формати на търгове“.